# Фрањо Глазер
Фрањо Глазер (Сарајево, 7. јануар 1913 — Загреб, 1. март 2003) био је југословенски и хрватски фудбалер (голман). Глазер је био један од прве тројице Партизанових голмана од оснивања клуба. Друга двојица су била Ристо Николић и Фрањо Шоштарић.
Према личној евиденцији Фрање Глазера, у периоду од 1933. па до 1949. године, бранио је укупно на 1.225 утакмица. Био је мајстор за једанаестерце од укупно 94 пенала одбранио је 73.

## Суђење за убиство
Дана 2. јуна 1936. на купалишту на Сави, Фрањо Глазер је са сплава у реку гурнуо левог бека подмлатка БСК, Рада Стокића. Стокић није знао да плива и утопио се. Глазер је на суђењу негирао кривицу и тврдио је да је Стокић сам пао у воду. Суд није уважио ову одбрану, и у септембру га је осудио  на две године затвора. На судију је лош утисак оставило Глазерово негирање кривице и лажно сведочење неких његових другова, а као отежавајућа околност му је узето што се „равнодушно понашао и није ни покушао да спасе друга“, као и то што већ сутрадан отишао у Нови Сад на утакмицу „без интересовања за мртвог друга“. У новембру 1936. апелациони суд је смањио казну на годину дана затвора, условно за три године. У децембру се пронела вест да напушта БСК, већ 1937. је играо за Грађански из Загреба.

## Спортска биографија
Глазер је своју каријеру голмана започео са петнаест година, 1928. године, у сарајевском Хајдуку. У Хајдуку је провео пет година и после тога је, у јесен 1933. године, прешао у Београдски спортски клуб БСК
У БСК је провео четири сезоне и освојио три титуле шампиона краљевине Југославије, 1932/33., 1934/35. и 1935/36. и одиграо је 269 утакмица. Гол репрезентације Београда је бранио укупно 26 пута. Био је погођен каменицом у главу приликом нереда на утакмици у Нишу са тамошњим Грађанским, новембра 1935.
Након што је у Београду осуђен за убиство преселио се у Загреб, где је стао на гол Грађанског. За Грађански је играо у периоду од 1937. па све до 1945. године. У седам година за Грађански је бранио на 623 утакмице и освојио је једну титулу шампиона краљевине Југославије, 1940. године. У том периоду је 41. пут бранио и за репрезентацију Загреба. Током Другог светског рата одиграо је 11 утакмица за репрезентацију фашистичке Независне Државе Хрватске.
После Другог светског рата, 1945. године прешао је у београдски Партизан. Бранио је боје Партизана на 91 утакмици, а уједно је био и први тренер Партизана. Са Партизаном је у сезони 1946/47. освојио и титулу шампиона Југославије. То је Глазеру била укупно четврта шампионска титула.
После Партизана, Глазер се 1947. године преселио се у Сплит, где је учествовао у оснивању ФК Морнар. У ФК Морнар је истовремено и бранио и радио као тренер. Бранио је на 84 утакмице, све до расформирања клуба 1949. године, када је прекинуо са активном играчком каријером.

## Фудбалска репрезентација
За репрезентацију НДХ је играо у периоду од 1940. - 1944. године, и имао је укупно 11 наступа.
За Југославију је бранио у периоду 1933. па до 1940. године. Бранио је на укупно 42 утакмице, од тога за Б тим једну утакмицу, шест незваничних утакмица за А тим и 35 званичних утакмица.
Свој деби за репрезентацију Глазер је имао на пријатељској утакмици против Шпаније, 30. априла 1933. године, у Београду. У то време на голу шпанске репрезентације стајао је Замора. За репрезентацију су већином играли играчи из два тима БСКа и Грађанског. Утакмица је завршена нерешеним резултатом 1:1.
Репрезентација је играла у следећем саставу:
- (1) Фрањо Глазер (голман), (2) Ивковић, (3) Тошић, (4) Арсенијевић,(5) Лехнер, (6) Марушић, (7) Тирнанић, (8) Марјановић, (9) Ваљаревић, (10) Вујадиновић, (11) Зечевић и (12) Марјановић (40 минут). Селектор је био Бранислав Вељковић.

| 30. април 1933. Пријатељска утакмица |              |                           |                                                                              |
| Краљевина Југославија                | 1-1          | Шпанија                   | Град: Београд Стадион БСК Судија: Михаљ Иванчић (Мађарска) Гледалаца: 17.000 |
| Марјановић 60’                       | (Статистика) | Арсенијевић 37’ (Аутогол) | Град: Београд Стадион БСК Судија: Михаљ Иванчић (Мађарска) Гледалаца: 17.000 |

Задњу утакмицу за репрезентацију Југославије, Глазер је одиграо 3. новембра, 1940. године у Загребу, против репрезентације Немачке. Репрезентација је била састављена од играча БСКа и Грађанског. Крајњи резултат је био 2:0 за Југославију.
Репрезентација је играла у следећем саставу:
- (1) Фрањо Глазер (голман), (2) Брозовић, (3) Дубац, (4) Ђанић,(5) Јазбиншек, (6) Лехнер, (7) Цимерманчић, (8) Ваљаревић, (9) Божовић, (10) Вујадиновић и (11) Матекало. Селектор је био Светозар Кика Поповић.

| 3. новембар 1940. Пријатељска утакмица |              |         |                                                                                       |
| Краљевина Југославија                  | 2-0          | Немачка | Град: Загреб Стадион ХШК Конкордија Судија: Ђузепе Скарпи (Италија) Гледалаца: 15.000 |
| Божовић 44’ · Цимерманчић 63’          | (Статистика) |         | Град: Загреб Стадион ХШК Конкордија Судија: Ђузепе Скарпи (Италија) Гледалаца: 15.000 |

За репрезентацију Хрватске је бранио у периоду од 1940. па све до 1944. године. Бранио је на једанаест утакмица и постигао је пет голова.

## Тренерска каријера
Престанком активне фудбалске каријере, Глазер се потпуно посветио тренерском послу.
У току тренерске каријере тренирао је Партизан, сплитски ФК Морнар, Динамо из Загреба, мостарски Вележ, бањалучки Борац, ФК Братство из Новог Травника, Осијек (тада Пролетер), ФК Слогу из Добоја, Ријеку (тада Кварнер), НК Трешњевку из Загреба, Клагенфурт из Аустрије, НК Загреб, НК Љубљану и ФК Смедерево.

## Титуле
Уз Мирослава Брозовића једини је фудбалер који је освајао титуле првака пре и после Другог светског рата и то са сваким од клубова у којем је бранио. Укупно је освојио пет титула шампиона Југославије .
Са БСК је освојио три шампионске титуле Југославије
- 1932/33.
- 1934/35.
- 1935/36.

Са Грађанским је освојио једну шампионску титулу Југославије
- 1939/40.

У периоду проведеном у Партизану је освојио једну шампионску титулу Југославије
- 1946/47.